# Kamen Rider (phim truyền hình năm 1979)
Kamen Rider (仮面ライダー Kamen Raidā, "Masked Rider") là một series chương trình truyền hình Tokusatsu của Nhật Bản. Đây là phần thứ sáu trong loạt Kamen Rider. Người hâm mộ thường tham khảo tên phần này như The New Kamen Rider (新しい仮面ライダー Atarashii Kamen Raidā) hoặc Skyrider (スカイライダー Sukairaidā, "Sky Rider") (nhân vật chính) để phân biệt với bản gốc. Bộ phim được phát sóng trên MBS từ ngày 05 tháng 10 năm 1979 đến 10 tháng 10 năm 1980, kéo dài 54 tập. Bộ phim là một sản phẩm hợp tác giữa Toei Company và Ishimori Productions, và dựa trên loạt manga được tạo ra bởi Ishinomori Shotaro. Nó được phát sóng mỗi thứ bảy lúc 07:00.
The New Kamen Rider được dự định như một sự hồi sinh của bản gốc Kamen Rider, quay trở lại với các chủ đề cơ bản, thiết yếu được thiết lập trong serie gốc, trái ngược với các chủ đề phức tạp và độc đáo hơn trước đó, chẳng hạn như Kamen Rider Amazon và Kamen Rider Stronger.

## Cốt truyện
Bác sĩ Keitaro Shido, một nhà khoa học nổi tiếng, đã bị tổ chức khủng bố Neo-Shocker bắt cóc để khai thác chuyên môn về công nghệ robot. Tuyệt vọng trong việc tìm ra cách trốn thoát, ông đã thuyết phục Neo-Shocker ra lệnh để cho phép ông thực hiện phẫu thuật trên một người cắm trại bị thương. Giải thích rằng ông có thể biến người cắm trại, Hiroshi Tsukuba thành một chiến binh Neo-Shocker mạnh mẽ và chúng đã cho phép bác sĩ Shido thực hiện hoạt động này. Tuy nhiên, ông nhanh chóng xoay ngược bàn, biến Hiroshi không phải thành một con quái vật độc ác kaijin, mà trở thành chiến binh mạnh mẽ Skyrider, sử dụng khả năng mới được tìm thấy của mình để chống lại mối đe dọa Neo-Shocker độc ác.

## Nhân vật

### Riders
| Skyrider | Hiroshi Tsukuba |

Hiroshi Tsukuba / Skyrider (筑波 洋／スカイライダー Tsukuba Hiroshi/Sukairaidā, 1-24, Eight Riders vs. GingaOh & 25-54): Nhân vật chính của phim. Là sinh viên năm 3 tại trường Đại học Johoku. Là một chàng trai trẻ thích chơi dù lượn vì sự vui vẻ mà nó đem lại và học karate dưới thời Ryoichi Miyoshi. Ba năm trước, anh mất cha mẹ và em gái trong một vụ tai nạn xe hơi. Khi đang đi dã ngoại cùng bạn bè, Hiroshi đã chứng kiến giáo sư Keitarō Shido bị truy đuổi trong khi lượn và cứu ông khỏi một băng đảng Ari Commandos. Ngay sau đó, Hiroshi thấy bạn bè của mình đã bị sát hại vì sự can thiệp của mình trước khi được Midori Kanō tiếp cận, người đưa anh đến gặp Shido trong khi người đàn ông thông báo cho Hiroshi về tổ chức khủng bố Neo-Shocker. Trong khi tìm thấy Imata Tonda rình mò quanh ngôi nhà an toàn của Shido, Hiroshi tìm thấy nhà khoa học bị Gameleojin bắt cóc, con quái vật đã sát hại bạn bè của anh. Nhưng khi cuộc truy đuổi khiến cho Hiroshi bị thương nặng, Shido đã thuyết phục được General Monster, người đã nhận ra tiềm năng của chàng trai trẻ, cho phép ông biến Hiroshi thành một cyborg. Đến đây, Hiroshi lang thang ra khỏi khu phức hợp Neo-Shocker và biết được bản chất mới của mình trước khi anh vô tình biến thành Skyrider. Sử dụng khả năng mới được tìm thấy của mình, Skyrider tiêu diệt Gameleojin và nắm lấy sự tồn tại mới được tìm thấy của anh như một phương tiện để ngăn chặn cái ác của Neo-Shocker. Để giữ bí mật một số thông tin trong khi tìm kiếm căn cứ Neo-Shocker, Hiroshi đã thành lập Shido Hang Glide Club với Shido.
Khi bắt gặp quái vật Neo-Shocker, anh intones: Henshin! (変身！ Henshin!)
Ở gần cuối phim anh chuyển sang intones: Sky... Henshin! (空・・・変身！ Sora... Henshin!)

### Đồng minh
- Keitaro Shido (志度 敬太郎 Shido Keitarō?, 1-13): Một nhà khoa học được Neo-Shocker nhắm đến, người chịu trách nhiệm cho Tsukuba trở thành Skyrider. Để giữ một hồ sơ thấp có được sự tự hào khi còn trẻ, Shido thành lập Shido Hang Glide Club và hỗ trợ SkyRider lần cuối cùng trong giải mã quả Plus-Alpha Bomb trước khi rời khỏi đất nước để tham gia Anti-Neo-Shocker Committee.
- Genjiro Tani (谷 源次郎 Tani Genjirō?, 14-24, Eight Riders vs. GingaOh & 25-54): Là tiền bối của Hiroshi và một người bạn của Shido, Tani sở hữu Blanca Coffee Shop đóng vai trò là cơ sở hoạt động mới của SkyRider. Do Neo-Shocker đã giết hại của Tani nên anh rất muốn giúp Hiroshi tiêu diệt tổ chức. Sau đó, anh đóng cửa quán cà phê của mình và mở một cửa hàng cho thuê sửa chữa xe máy và gặp Kazuya Oki, lúc này tình cờ trở thành Kamen Rider Super-1. Điều này dẫn anh trở thành cố vấn của Kazuya trong cuộc chiến chống lại Dogma Kingdom và Jin Dogma.
- Midori Kano (叶 みどり Kanō Midori?, 1-17): Là phụ tá của Shido và đã cùng Shido trốn thoát khỏi Neo Shocker, trở thành thành viên của Shido Hang Glide Club và giúp đỡ Hiroshi, người đã trở thành một rider trên bầu trời. Trong tập đầu tiên, cô được mô tả là một nhân vật với một số bóng tối, khuyết điểm nhưng sau tập hai, cô được miêu tả như một người phụ nữ vui vẻ và tiết kiệm. Trong tập 17, cô bị tấn công bởi Yamorijin và bị thương nặng trong 10 tháng, phải nhập viện dài hạn.
- Yumi Nozaki (野崎 ユミ Nozaki Yumi?, 3-17, 33-39 & 41-54): Một thành viên nữ thuộc kiểu người "Green Friend" làm phóng viên cho Shido Hang Glide Club xuất hiện trong tập 3. Cùng với Midori, cô đã bị Yamorijin tấn công trong tập 17 và bị thương nặng trong 10 tháng, buộc phải nằm viện trong thời gian dài nhưng đã trở lại trong tập 33. Khi trở lại cô đã chủ động kết bạn với Naoko Aki.
- Michi Sugimura (杉村 ミチ Sugimura Michi?, 2-15): Một thành viên nữ của Shido Hang Glide Club xuất hiện trong tập thứ hai. Mặc dù nhút nhát nhưng cô là một người có tính tò mò hơn bất cứ ai khác.
- Imata Tonda (飛田 今太 Tonda Imata?, 1-12 & 14-16): Một nhà báo, phóng viên ảnh nói tiếng vùng Kansai với mái tóc bù xù đang tìm kiếm một câu chuyện hay. Khi thấy quái vật lao vào anh hay hét lên và bị ngất xỉu nên thường mất đi sự tập trung khi anh ta chuẩn bị chụp được hình ảnh về một cuộc chiến giữa Skyrider và Neo-Shocker.
- Jiro Numa (沼 二郎 Numa Jirō?, 14-34 & 36-54): là bartender tại quán cà phê Blanca mà Hiroshi Tsukuba thường xuyên tới chơi sau sự ra đi của Keitaro Shido xuất hiện trong tập 14. Anh được mọi người gọi là "Numa-san". Với đặc điểm là một người đứng đầu nhiếp chính, anh ta có thói quen nói: "Tôi thật ngu ngốc, làm cho bản thân tức giận". Là một fan hâm mộ của Presley, trang phục bình thường của anh ấy dường như là "trang phục Presley".
- Aki Ozawa (小沢 アキ Ozawa Aki?, 18-54): là một nhân viên part-time tại "Blanka" xuất hiện cùng với Naoko từ tập 18. Cô nổi trội trong khoản dùng dùi cui ở trường đại học và đôi khi đánh nhau bằng dùi cui. Cô có một người em trai tên là Osamu và một người bạn trai tên là Yosuke. Cô mặc một chiếc áo sơ mi trắng có đính kim sa ở mặt trước, chẳng hạn như "A" (chữ vàng trên nền đỏ) và "Ki" (chữ vàng trên nền xanh) xuất hiện trong tập 46.
- Naoko Ito (伊東 ナオコ Itō Naoko?, 18-54): là một nhân viên part-time tại "Blanka" xuất hiện cùng với Aki từ tập 18. Cô giỏi trong Aikido và đôi khi sử dụng nó trong chiến đấu. Cô là một người mạnh mẽ nhưng cẩu thả và ăn nhiều. Ngoài ra, cô và những phụ nữ trong nhóm khác dường như có tình cảm khác giới đối với Shigeru Jo / Kamen Rider Stronger xuất hiện trong tập 38. Cô có một người em trai tên là Takeshi.
- Shigeru Kano (叶 茂 Kanō Shigeru?, 6, 14, 16-19, 21-22, 24, 26-28, 31, 33, 41-42, 44, 46-47, 51 & 53-54): là em trai của Midori Kano xuất hiện từ tập sáu. Ban đầu xuất hiện như một nhân vật khách mời nhưng sau tập 14 cậu xuất hiện thường xuyên hơn. Cậu khao khát được gặp Jo giống như chị gái của mình và rất ngưỡng mộ Kamen Rider, người đang trong thân phận của Jo mà không biết anh cũng chính là 1 Kamen Rider. Cậu được biết với cái tên là "Shigeru" trong phần mở đầu sau tập 7.

| GanGan G | Kanji Yada |

- Kanji Yada / GanGan G (矢田 勘次／がんがんじい Yada Kanji / Gan Gan Jī?, 34-52 & 54): là bạn của Hiroshi Tsukuba, là một người hài hước gây cười cho mọi người. Anh ta thường được nhìn thấy mặc một bộ áo giáp tùy chỉnh của Nhật Bản với chữ GG trên ngực, được trang bị găng tay đấm bốc và lái một chiếc xe máy nhỏ. Tự xưng là "siêu anh hùng số một Nhật Bản". Anh là người vùng Kansai thích ăn Bánh màn thầu Nhật Bản và cà ri.
- Yotaro Tsukuba (筑波 洋太郎 Tsukuba Yōtarō?, 52-53): là bố của Hiroshi Tsukuba. Ông bị Neo-Shocker nhắm đến vì là một chuyên gia về tim mạch nhân tạo và bị buộc tham gia nhóm các nhà khoa học biến đổi con người thành quái vật. Người ta cho rằng ông và vợ đã chết trong một vụ tai nạn giao thông do Neo-Shocker gây ra do liên tục từ chối hợp tác. Nhưng theo lời của Dr.Naganuma, Doctor X, Captain Jazuka,... thì ông sống như một cyborg FX-777 bởi Admiral Majin. Tuy nhiên, trong tập 53 đã tiết lộ rằng đó là một cái bẫy được thiết kế bởi Admiral Majin và thực tế ông đã bị đóng băng do vẫn không chịu hợp tác với chúng.
- Toshiko Tsukuba (筑波 寿子 Tsukuba Hisako?, 52-54): là vợ của Yotaro Tsukuba, mẹ của Hiroshi Tsukuba. Bà là một người phương Tây bị Neo-Shocker giam cầm và bắt làm người hầu cho Great Leader. Trong tập 53, bà là người giúp đỡ Shigeru Jo khi anh bị thương và đã gặp được Hiroshi. Bà mắng anh khi phân tâm để bảo vệ bà trong khi chiến đấu nhưng bà bị thương bởi chiếc nỏ của Captain Skull Assassination Squad. Bà nói với con trai mình rằng điểm yếu của tên đội trưởng là bàn chân phải và tắt thở. Cái chết của bà đã kích hoạt sự trở lại mặt trận của bà.
- Seven Legendary Riders (七人伝説のライダー Shichi-nin Densetsu no Raidā?) hay còn được biết đến với cái tên The Glorious Seven (栄光の七人 Eikō no Shichi-nin?) là 7 kamen rider đầu tiên xuất hiện. Họ tập hợp với nhau lần đầu là trong serie Kamen Rider Stronger. Một điểm thú vị cần lưu ý là tất cả bảy Riders thời Showa này đều có người trợ lý, cố vấn đồng hành với họ là Tōbei Tachibana

| Kamen Rider 1        | Takeshi Hongo    |
| Kamen Rider 2        | Hayato Ichimonji |
| Kamen Rider V3       | Shiro Kazami     |
| Riderman             | Joji Yuki        |
| Kamen Rider X        | Keisuke Jin      |
| Kamen Rider Amazon   | Daisuke Yamamoto |
| Kamen Rider Stronger | Shigeru Jo       |

## Neo-Shocker
Neo-Shocker (ネオショッカー Neo-Shokkā) là một tổ chức tồn tại trong bóng tối của xã hội, là sự phục hồi và cải tổ của Shocker. Bị che giấu khỏi con mắt của công chúng, chúng đóng vai trò là nguyên nhân trong nhiều vụ mất tích và tấn công khủng bố trên khắp thế giới trong nhiều năm, bao gồm cả cái chết của cha của Hiroshi Tsukuba, người từ chối giúp đỡ chúng. Các thành viên của Neo-Shocker tin rằng loài người là một sản phẩm sai lầm của tạo hoá sẽ phá hoại hành tinh, tiêu tốn tài nguyên của nó một cách bất cẩn. Chúng tin rằng nếu không được kiểm soát, toàn bộ nhân loại sẽ đối mặt với sự tuyệt chủng và biến mất hoàn toàn trong tương lai gần. Chúng tuyên bố nhân loại muốn sống tốt nhất và để bảo vệ tương lai của hành tinh, nhân loại buộc phải cắt giảm dân số Trái Đất xuống chỉ còn một phần ba, giũ lại những người tốt nhất trong xã hội loài người, những người đó sẽ có một cuộc sống lâu dài và thịnh vượng dưới sự cai trị của Neo-Shocker.

### Lãnh tụ vĩ đại của Neo-Shocker
Great Leader of Neo-Shocker (ネオショッカー大首領 Neo-Shokkā Dai Shuryō): là một con rồng đất khổng lồ còn được gọi với cái tên "Emperor of the Dark Nebula" (暗黒星雲の帝王 Ankoku Seiun no Teiō), người lãnh đạo của tổ chức Neo-Shocker. Hắn là kẻ đứng sau sự hồi sinh của Shocker trên toàn thế giới và tự xưng mính là người ngoài hành tinh tới từ Dark Nebula. Hắn thực chất là một hình thức khác của Great Leader of Shocker từ loạt phim gốc. Hắn chuẩn bị Neo-Shocker làm lực lượng tấn công trước cho cuộc xâm lược và chinh phục Trái đất. Giữ kín hình dạng của mình với mọi người, ngoài những người theo sát trong trụ sở Nhật Bản của Neo-Shocker, Lãnh tụ vĩ đại đòi hỏi không chỉ lòng trung thành, mà cả sự hy sinh và tôn thờ của con người. Trong khi đó, các thành viên thấp hơn của Neo-Shocker, bao gồm General Monster, tin rằng Neo-Shocker đang chiến đấu để thanh lọc dân số quá mức làm tổn thương hành tinh và chuẩn bị một thế giới tốt hơn cho giới tinh hoa đã chọn. Cuối cùng hắn đã bị phá hủy bởi những nỗ lực kết hợp của tất cả các Kamen Rider trước đó đưa cả hắn lẫn quả bom oxy của hắn ta lên vũ trụ, nơi tất cả cùng nổ tung, dường như đã bị tiêu diệt.

### Neo-Shocker general (Japan branch)
- General Monster / Yamorijin (ゼネラルモンスター／ヤモリジン Zeneraru Monsutā/Yamorijin?, 1-17): Vị tướng đầu tiên của Neo-Shocker chi nhánh Nhật Bản mặc trang phục quân đội với tay trái dạng một chiếc kìm kẹp và được trạng bị một con dao. Ông từng là một thành viên của Đức quốc xã dưới thời Oberst Zol khi vị tướng này là một sĩ quan trong Thế chiến II. Ông tham gia Shocker nhưng bị giết với cơ thể được bảo tồn. Nhiều năm sau, ông được hồi sinh và gia nhập Neo-Shocker. Hình dạng thật của ông là một con gecko. Ở hình dạng này, ông có thể xé đuôi và dùng nó như một cây roi ("Gecko Whip"), tay trái của ông là một con tắc kè khổng lồ với hàm răng sắc như dao cạo, ông có thể ném đôi chân tắc kè có hình dáng giống cái tai lên đầu kẻ địch như thuốc nổ, có thể dịch chuyển nhanh chóng và cuối cùng tạo bản sao của chính mình ("Yamorijin Clone Technique"). Do những thất bại gần đây, ông bị đau mắt đỏ, điều đó báo hiệu rằng nếu ông thất bại lần cuối cùng, ông sẽ bị tiêu diệt. Ông đã bị Đô đốc Majin xử tử, sau khi bị cú Sky Kick của Skyrider đánh bại. Yamorijin sau đó đã được hồi sinh như là một phần của Second Generation Cyborg Corps (改造人間二世部隊 Kaizō Ningen Nisei Butai?, Eight Riders vs. GingaOh). Chúng đã bị phá hủy bởi 7 Riders. Ông cũng đã được hồi sinh như là một phần của Kaijin the Second Generation Corps (怪人二世部隊 Kaijin Nisei Butai?, 27 & 28). Chúng đeo những chiếc khăn màu vàng và bị 7 Riders phá hủy. Ông được hồi sinh bởi Đế chế Badan trong Kamen Rider Spirits vol. 8, bắt cóc người ở Sapporo. Cuối cùng ông bị phá hủy bởi Kamen Rider ZX bằng cách sử dụng Rider Spin Shoot và đâm vào Đô đốc Majin.
- Admiral Majin (魔神提督 Majin Teitoku?, 17-53): Vị tướng cuối cùng của Neo-Shocker chi nhánh Nhật Bản, là tướng Neo-Shocker duy nhất không có hình dạng kaijin. Đô đốc Majin mặc một bộ áo giáp có bọc thép màu vàng kim và áo choàng màu đỏ, đội mũ sừng trâu. Ngoài việc sử dụng thanh kiếm, ông có thể phun khí độc màu hồng ra khỏi cơ thể, phóng cánh tay và chân robot của mình để tấn công, và ném một cặp răng giả gây chết người, từ từ giết chết bất kỳ cyborg nào bị nó tấn công. Ông không may sau đó bị tiêu diệt bởi tự cắn răng của mình. Sau khi thử thách sự kiên nhẫn của Great Leader, Majin Teitoku giả vờ đóng vai người cha đã mất của Hiroshi trong một nỗ lực cuối cùng để giết anh trong một vụ đánh bom tự sát. Sau khi cơ thể ông bị phá hủy bởi Triple Kick của Kamen Rider 2, Kamen Rider Stronger và Skyrider, bộ não từ trường còn lại của ông đã bị chính Lãnh tụ vĩ đại nghiền thành bột mịn, người đã khiến ông thất bại lần cuối. Ông được hồi sinh bởi Đế chế Badan trong Kamen Rider Spirits vol. 8, đối đầu với Skyrider ở hồ Mashu. Nhưng cuối cùng bị phá hủy bởi Dragonfly Chute của Skyrider và đâm sầm với Yamorijin.

### Another
- Ari Commando (アリコマンド Ari Komando?): những người lính của Neo-Shocker mặc đồng phục đen mang hình dáng của con kiến. Họ được trang bị gậy làm vũ khí.
- Neo-Shocker Kaijin (ネオショッカー怪人 Neo-Shokkā Kaijin?): là những con quái vật Neo-Shocker gây hại cho con người trong Kamen Rider (1979) và là những kẻ thù mà Skyrider thường xuyên tiêu diệt. Chúng là những Cyborgs được tạo ra bởi Neo-Shocker, một số được trang bị axit để hòa tan bất cứ thứ gì và bất cứ ai nó chạm vào. Khi bị giết, cơ thể của Neo-Shocker Kaijin trước đó sẽ tan rã, không để lại bằng chứng xác nhận sự tồn tại của Neo-Shocker với công chúng. Những mô hình giống động vật sau này thường sẽ tự bốc cháy chỉ với đống tro tàn còn lại của chúng
- GingaOh (銀河王 GingaŌ?, Eight Riders vs. GingaOh): Một kẻ xâm lược ngoài hành tinh cơ khí mà Neo-Shocker đã kết liên minh. Ông có thể sinh ra các vụ nổ thần giao cách cảm và dịch chuyển tức thời. Bị phá hủy trong vụ nổ tàu vũ trụ của mình. Tàu vũ trụ được sử dụng bởi GingaOh, được trang bị một cặp súng laser ở phần dưới của cung. Bị phá hủy trong căn cứ Neo-Shocker cùng với Sigma Bomb và binh lính của ông.
- Skull Assassination Squad (ドクロ暗殺隊 Dokuro Ansatsu Tai?, 53 & 54): Những người lính tinh nhuệ đeo mặt nạ đầu lâu cầm kiếm và nỏ. Họ được dẫn dắt bởi một đội trưởng được làm nổi bật bằng cách mặc áo choàng màu đỏ.

| Fake Skyrider | Dororingo |

- Dororingo / Fake Skyrider (ドロリンゴ／偽スカイライダー Dororingo / Nise Sukairaidā?, 48): Một con quái vật dạng Amoeba từ chi nhánh Neo-Shocker tại Philippines nằm ở Mindanao. Mặc dù trông vô dụng về mặt thể chất nhưng anh ta có khả năng biến thành ba bản sao Skyrider riêng biệt với đeo khăn và đi ủng màu vàng khác với khăn màu đỏ và ủng màu đen của Skyrider thật. Có thể kết hợp thành một để tăng sức mạnh chiến đấu. Mục tiêu của anh ta là làm mất đi hình ảnh anh hùng của Skyrider và khiến cả nước Nhật chống lại anh. Ở dạng chất nhờn bình thường, anh ta có thể dịch chuyển tức thời, bay lên không trung để tấn công và hấp thụ các đòn tấn công vật lý bằng cách biến vùng tác động thành chất nhờn dính màu xanh lá cây. Khi bị dính vào cơ thể của mình, anh ta có thể cố gắng phân hủy hoàn toàn kẻ thù của mình. Anh ấy cũng ném những chiếc kem ốc quế gây nổ. Bị tiêu diệt bởi sự kết hợp của Horizontal Spin Chop và cú Sky Kick của Skyrider.
- Neo-Shocker Scientists (ネオショッカー科学者 Neo-Shokkā Kagakusha?): Các nhà khoa học và kỹ thuật viên của Neo-Shocker mặc áo trắng.
  - Professor Doc (プロフェッサー・ドク Puroffesā Doku?, 16-18): Một người bạn của General Monster. Sau khi Tổng Quái chết, anh ta bị kết án tử hình từ Đô đốc Majin và bị Shibirayjin (シビレイジン Shibireijin?, 18) giết chết.
  - Doctor Meteor (ドクター・メテオ Dokutā Meteo?, 38): Một người có quyền thẩm định việc phẫu thuật não. Bị tiêu diệt bởi Electro Shock của Kamen Rider Stronger.
  - Doctor X (ドクターX Dokutā Ekkusu?, 52): Anh ta sửa chữa hoặc loại bỏ Ari Commandos trong một bến tàu được ngụy trang thành một phòng khám nhi.
  - Shiro Ari Commando (白アリコマンド Shiroari Komando?): Các nhà khoa học của Neo-Shocker mặc đông phục trắng mang hình dáng của con mối, những người hỗ trợ trong việc chuyển đổi con người thành cyborg.

| Fake Rider | Shocker Rider 2 |

## Tập phim
| Episode | Tên tập phim                                          | Tên tập phim                                                              | Tên tập phim                                                                       | Đạo diễn          | Biên kịch         | Ngày phát sóng gốc   |
| Episode | Tiếng Nhật                                            | Phiên âm                                                                  | Tiếng Việt                                                                         | Đạo diễn          | Biên kịch         | Ngày phát sóng gốc   |
| ------- | ----------------------------------------------------- | ------------------------------------------------------------------------- | ---------------------------------------------------------------------------------- | ----------------- | ----------------- | -------------------- |
| 1       | 改造人間大空を翔ぶ                                    | Kaizō Ningen Ōzora o Tobu                                                 | Một Cyborg bay trên bầu trời                                                       | Minoru Yamada     | Masaru Igami      | 5 tháng 10 năm 1979  |
| 2       | 怪奇！クモンジン                                      | Kaiki! Kumonjin                                                           | Kỳ quái! Kumonjin                                                                  | Minoru Yamada     | Masaru Igami      | 12 tháng 10 năm 1979 |
| 3       | 勇気だ！コウモリ笛の恐怖                              | Yūki da! Kōmori-bue no Kyōfu                                              | Đó là sự can đảm! Tiếng sáo dơi đáng sợ                                            | Katsuhiko Taguchi | Masaru Igami      | 19 tháng 10 năm 1979 |
| 4       | ２つの改造人間 怒りのライダーブレイク                 | Futatsu no Kaizō Ningen Ikari no Raidā Bureiku                            | Hai Cyborgs, phá vỡ cơn giận dữ của Rider                                          | Katsuhiko Taguchi | Masaru Igami      | 26 tháng 10 năm 1979 |
| 5       | 翔べ 少女の夢をのせて                                 | Tobe Shōjo no Yume o Nosete                                               | Bay, cưỡi trên những giấc mơ của một cô gái                                        | Minoru Yamada     | Masaru Igami      | 2 tháng 11 năm 1979  |
| 6       | キノコジン！悪魔の手は冷たい                          | Kinokojin! Akuma no Te wa Tsumetai                                        | Kinokojin! Bàn tay của quỷ lạnh                                                    | Minoru Yamada     | Kimio Hirayama    | 9 tháng 11 năm 1979  |
| 7       | カマギリジン！恐怖の儀式                              | Kamagirijin! Kyōfu no Gishiki                                             | Kamagirijin! Nghi lễ đáng sợ                                                       | Katsuhiko Taguchi | Masaru Igami      | 16 tháng 11 năm 1979 |
| 8       | ムカデンジンの罠！謎の手術室                          | Mukadenjin no Wana! Nazo no Shujutsushitsu                                | Bẫy của Mukadenjin! Phòng điều hành bí ẩn                                          | Katsuhiko Taguchi | Masaru Igami      | 23 tháng 11 năm 1979 |
| 9       | コブランジンの殺人軍団                                | Koburanjin no Satsujin Gundan                                             | Quân đội giết người của Cobranjin                                                  | Minoru Yamada     | Masaru Igami      | 30 tháng 11 năm 1979 |
| 10      | 見た！カニンガージンの秘密                            | Mita! Kaningājin no Himitsu                                               | Nhìn đây! Bí mật của Kaningerjin                                                   | Minoru Yamada     | Kimio Hirayama    | 7 tháng 12 năm 1979  |
| 11      | サンショウジン！地獄谷の脱出                          | Sanshōjin! Jigokudani no Dasshutsu                                        | Sanshojin! Thoát khỏi Thung lũng Địa ngục                                          | Minoru Yamada     | Takashi Edzure    | 14 tháng 12 năm 1979 |
| 12      | 暗闇のサンタクロースああ変身不可能                    | Kurayami no Santa Kurōsu Aa Henshin Fukanō                                | Ông già Noel đen tối; Ah, không thể biến hình                                      | Katsuhiko Taguchi | Masaru Igami      | 21 tháng 12 năm 1979 |
| 13      | アリジゴクジン東京爆発３時間前                        | Arijigokujin Tōkyō Bakuhatsu Sanjikan-mae                                 | Arijigokujin: Ba giờ trước khi Tokyo phát nổ                                       | Katsuhiko Taguchi | Masaru Igami      | 28 tháng 12 năm 1979 |
| 14      | ハエジゴクジン仮面ライダー危機一髪                    | Haejigokujin Kamen Raidā Kikiippatsu                                      | Haejigokujin, Kamen Rider đóng cuộc gọi                                            | Minoru Yamada     | Masaru Igami      | 4 tháng 1 năm 1980   |
| 15      | 恐怖のアオカビジンの東京大地震                        | Kyōfu no Aokabijin no Tōkyō Dai Jishin                                    | Trận động đất lớn kinh hoàng ở Tokyo của Aokabijin                                 | Minoru Yamada     | Kimio Hirayama    | 11 tháng 1 năm 1980  |
| 16      | 不死身のゴキブリジン Ｇ(ゼネラル)モンスターの正体は？ | Fujimi no Gokiburijin Zeneraru Monsutā no Shōtai wa?                      | Gokiburijin bất tử; Hình dạng thực sự của General Monster?                         | Minoru Yamada     | Masaru Igami      | 18 tháng 1 năm 1980  |
| 17      | やったぞ！Ｇ(ゼネラル)モンスターの最後                | Yatta zo! Zeneraru Monsutā no Saigo                                       | Bạn đã làm được! Hồi kết của General Monster                                       | Minoru Yamada     | Masaru Igami      | 25 tháng 1 năm 1980  |
| 18      | 魔神提督の電気ジゴク大作戦                            | Majin Teitoku no Denki Jigoku Dai Sakusen                                 | Chiến dịch địa ngục điện vĩ đại của Admiral Majin                                  | Atsuo Okunaka     | Masaru Igami      | 1 tháng 2 năm 1980   |
| 19      | 君も耳をふさげ！オオカミジン殺しの叫び                | Kimi mo Mimi o Fusage! Ōkamijin Koroshi no Sakebi                         | Bạn quá kín tai! Tiếng khóc chết người của Okamijin                                | Atsuo Okunaka     | Masaru Igami      | 8 tháng 2 năm 1980   |
| 20      | ２人の仮面ライダーもう１人はだれだ？                  | Futari no Kamen Raidā Mōhitori wa Dare da?                                | Hai Kamen Riders, người kia là ai?                                                 | Minoru Yamada     | Masaru Igami      | 15 tháng 2 năm 1980  |
| 21      | ストロンガー登場２人ライダー対強敵２怪人              | Sutorongā Tōjō Futari Raidā Tai Kyōteki Ni Kaijin                         | Xuất hiện đi Stronger; 2 Riders đấu với 2 quái vật đáng gờm                        | Minoru Yamada     | Masaru Igami      | 22 tháng 2 năm 1980  |
| 22      | コゴエンスキー東京冷凍５秒前                          | Kogoensukī Tōkyō Reitō Gobyō-mae                                          | Kogoensky: Năm giây trước khi Tokyo đóng băng                                      | Katsuhiko Taguchi | Tsutomu Tsukushi  | 29 tháng 2 năm 1980  |
| 23      | 怪人ムササビ兄弟と２人のライダー                      | Kaijin Musasabi Kyōdai to Futari no Raidā                                 | Musasabader Brothers và 2 Riders                                                   | Minoru Yamada     | Masaru Igami      | 7 tháng 3 năm 1980   |
| 24      | マダラカジン毒ガスの恐怖                              | Madarakajin Dokugasu no Kyōfu                                             | Khí độc đáng sợ của Madarakajin                                                    | Katsuhiko Taguchi | Kyōko Sagiyama    | 14 tháng 3 năm 1980  |
| 25      | 重いぞ！重いぞ！５０トンの赤ちゃん                    | Omoi zo! Omoi zo! Gojū Ton no Akachan                                     | Nặng quá! Nặng quá! Em bé 50 tấn                                                   | Atsuo Okunaka     | Takashi Edzure    | 21 tháng 3 năm 1980  |
| 26      | ３人ライダー対ネオショッカーの学校要塞                | San'nin Raidā Tai Neo Shokkā no Gakkō Yōsai                               | 3 Riders đấu với pháo đài trường học của Neoshocker                                | Atsuo Okunaka     | Katsuhiko Taguchi | 28 tháng 3 năm 1980  |
| 27      | 戦車と怪人Ⅱ世部隊 ８人ライダー勢ぞろい                | Sensha to Kaijin Nisei Butai Hachi'nin Raidā Seizoroi                     | Xe tăng và Kaijin the Second Generation Corps, toàn lực 8 Riders                   | Minoru Yamada     | Katsuhiko Taguchi | 4 tháng 4 năm 1980   |
| 28      | ８人ライダー友情の大特訓                              | Hachi'nin Raidā Yūjō no Dai Tokkun                                        | Khoá huấn luyện tuyệt vời về tình bạn của 8 Riders                                 | Minoru Yamada     | Katsuhiko Taguchi | 11 tháng 4 năm 1980  |
| 29      | 初公開！強化スカイライダーの必殺技                    | Hatsu Kōkai! Kyōka Sukairaidā no Hissatsu-waza                            | Xuất hiện lần đầu! Đòn kết thúc của Powered Skyrider                               | Hideo Tanaka      | Tsutomu Tsukushi  | 18 tháng 4 năm 1980  |
| 30      | 夢を食べる？アマゾンから来た不思議な少年              | Yume o Taberu? Amazon kara Kita Fushigi na Shōnen                         | Anh ấy ăn giấc mơ? Cậu bé kỳ lạ đến từ Amazon                                      | Hideo Tanaka      | Takashi Edzure    | 25 tháng 4 năm 1980  |
| 31      | 走れＸライダー！筑波洋よ死ぬな！！                    | Hashire Ekkusu Raidā! Tsukuba Hiroshi yo Shinu na!!                       | Chạy đi, X-Rider! Hiroshi Tsukuba! Đừng chết!!                                     | Minoru Yamada     | Takashi Edzure    | 2 tháng 5 năm 1980   |
| 32      | ありがとう神敬介！とどめは俺にまかせろ！！            | Arigatō Jin Keisuke! Todome wa Ore ni Makasero!!                          | Cảm ơn bạn, Keisuke Jin! Phần còn lại cứ để tôi!!                                  | Minoru Yamada     | Takashi Edzure    | 9 tháng 5 năm 1980   |
| 33      | ハロー! ライダーマンネズラ毒に気をつけろ！！          | Harō! Raidāman Nezura Doku ni Ki o Tsukero!!                              | Xin chào! Riderman, cẩn thận với Nezura Man                                        | Minoru Yamada     | Kyōko Sagiyama    | 16 tháng 5 năm 1980  |
| 34      | 危うしスカイライダー！やって来たぞ風見志郎！！        | Ayaushi Sukairaidā! Yattekita zo Kazami Shirō!!                           | Nguy hiểm, Skyrider! Đây là Shirō Kazami!!                                         | Kimio Hirayama    | Tsutomu Tsukushi  | 23 tháng 5 năm 1980  |
| 35      | 風見先輩！タコギャングはオレがやる！！                | Kazami-senpai! Tako Gyangu wa Ore ga Yaru!!                               | Tiền bối Kazami! Tôi sẽ bắt được Tako Gang!!                                       | Kimio Hirayama    | Tsutomu Tsukushi  | 30 tháng 5 năm 1980  |
| 36      | 急げ、一文字隼人！樹にされる人々を救え！！            | Isoge, Ichimonji Hayato! Ki ni Sareru Hitobito o Sukue!!                  | Nhanh lên, Hayato Ichimonji! Cứu người bị trói trên cây!!                          | Minoru Yamada     | Takashi Edzure    | 6 tháng 6 năm 1980   |
| 37      | 百鬼村の怪！洋も樹にされるのか？                      | Hyakki-mura no Kai! Hiroshi mo Ki ni Sareru no ka?                        | Bí ẩn của làng Hyakki! Có phải Hiroshi cũng bị trói trên một cái cây?              | Minoru Yamada     | Takashi Edzure    | 13 tháng 6 năm 1980  |
| 38      | 来たれ、城茂！月給百万円のアリコマンド養成所          | Kitare, Jō Shigeru! Gekkyū Hyakuman'en no Ari Komando Yōseijo             | Làm ơn, Shigeru Jō! Đó là trường đào tạo đặc công Ari với mức lương hàng triệu Yên | Minoru Yamada     | Tsutomu Tsukushi  | 20 tháng 6 năm 1980  |
| 39      | 助けて！２人のライダー！！母ちゃんが鬼になる          | Tasukete! Futari no Raidā!! Kāchan ga Oni ni Naru                         | Giúp tôi với! 2 Riders!! Mẹ bị biến thành một con quỷ                              | Kimio Hirayama    | Tsutomu Tsukushi  | 27 tháng 6 năm 1980  |
| 40      | 追え隼人！カッパの皿が空をとぶ                        | Oe Hayato! Kappa no Sara ga Sora o Tobu                                   | Đuổi theo, Hayato! Tấm bay trên trời của Kappa                                     | Kimio Hirayama    | Tsutomu Tsukushi  | 4 tháng 7 năm 1980   |
| 41      | 怪談シリーズ・幽霊ビルのひみつ                        | Kaidan Shirīzu - Yūrei Biru no Himitsu                                    | Sê-ri truyện ma - Bí mật của tòa nhà ma                                            | Minoru Yamada     | Tsutomu Tsukushi  | 11 tháng 7 năm 1980  |
| 42      | 怪談シリーズ・ゾンビー！お化けが生きかえる            | Kaidan Shirīzu - Zonbī! Obake ga Ikikaeru                                 | Loạt truyện ma - Zombie! Quái vật được hồi sinh                                    | Minoru Yamada     | Kyōko Sagiyama    | 18 tháng 7 năm 1980  |
| 43      | 怪談シリーズ・耳なし芳一９９９の耳                    | Kaidan Shirīzu - Miminashi Hōichi Kyūhyakukyūjūkyū no Mimi                | Sê-ri truyện ma - 999 cái tai của Hōichi không có tai                              | Shigeho Hirota    | Takashi Edzure    | 25 tháng 7 năm 1980  |
| 44      | 怪談シリーズ・呪いの化け猫 子供の血が欲しい！         | Kaidan Shirīzu - Noroi no Bakeneko Kodomo no Chi ga Hoshii!               | Loạt truyện ma - Doronyango muốn máu của trẻ em!                                   | Shigeho Hirota    | Tsutomu Tsukushi  | 1 tháng 8 năm 1980   |
| 45      | 怪談シリーズ・蛇女が筑波洋を呪う！                    | Kaidan Shirīzu - Hebi On'na ga Tsukuba Hiroshi o Norou!                   | Sê-ri truyện ma - Snake Woman nguyền rủa Hiroshi Tsukuba!                          | Minoru Yamada     | Takashi Edzure    | 8 tháng 8 năm 1980   |
| 46      | 怪談シリーズ・くだける人間！鏡の中の恐怖              | Kaidan Shirīzu - Kudakeru Ningen! Kagami no Naka no Kyōfu                 | Loạt truyện ma - Con người dễ vỡ! Điều đáng sợ ẩn trong gương                      | Minoru Yamada     | Kyōko Sagiyama    | 15 tháng 8 năm 1980  |
| 47      | スカイライダー最大の弱点！０．５秒の死角をつけ        | Sukairaidā Saidai no Jakuten! Rētengobyō no Shikaku o Tsuke               | Điểm yếu lớn nhất của Skyrider! Tấn công điểm mù trong 0,5 giây                    | Shigeho Hirota    | Takashi Edzure    | 22 tháng 8 năm 1980  |
| 48      | ４人のスカイライダー本物はだれだ？                    | Yo'nin no Sukairaidā Honmono wa Dare da?                                  | 4 Skyriders, ai mới là thật?                                                       | Shigeho Hirota    | Tsutomu Tsukushi  | 29 tháng 8 năm 1980  |
| 49      | ロケット発射！筑波洋を宇宙の墓場へ                    | Roketto Hassha! Tsukuba Hiroshi o Uchū no Hakaba e                        | Phóng tên lửa! Hiroshi Tsukuba đi đến Nghĩa địa không gian                         | Minoru Yamada     | Tsutomu Tsukushi  | 5 tháng 9 năm 1980   |
| 50      | 君もアリコマンド少年隊に入隊せよ！？                  | Kimi mo Ari Komando Shōnen-tai ni Nyūtai seyo!?                           | Bạn, cũng được thu nhận vào đội hình của Ari Commando Boys!?                       | Minoru Yamada     | Ikuro Suzuki      | 12 tháng 9 năm 1980  |
| 51      | ネオショッカー紅白死の大決戦                          | Neo-Shokkā Kōhaku Shi no Dai Kessen                                       | Neoshocker đỏ và trắng, Trận tử chiến quyết định                                   | Minoru Yamada     | Kyōko Sagiyama    | 19 tháng 9 năm 1980  |
| 52      | 洋の父が生きていた！改造人間ＦＸ７７７とは？          | Hiroshi no Chichi ga Ikite Ita! Kaizō Ningen Efu Ekkusu Surī Sebun to wa? | Cha của Hiroshi còn sống! Như người được biến đổi FX777?                           | Atsuo Okunaka     | Takashi Edzure    | 26 tháng 9 năm 1980  |
| 53      | 魔神提督の最後！そして大首領の正体は？                | Majin Teitoku no Saigo! Soshite Dai Shuryō no Shōtai wa?                  | Hồi kết của Admiral Majin! Và hình dạng thực sự của Great Leader?                  | Atsuo Okunaka     | Takashi Edzure    | 3 tháng 10 năm 1980  |
| 54      | さらば筑波洋！８人の勇士よ永遠に・・・                | Saraba Tsukuba Hiroshi! Hachi'nin no Yūshi yo Eien ni...                  | Tạm biệt, Hiroshi Tsukuba! Mãi mãi 8 anh hùng...                                   | Atsuo Okunaka     | Takashi Edzure    | 10 tháng 10 năm 1980 |

## Movie

### Movie
- 1980: Eight Riders vs. GingaOh (8人ライダーVS銀河王 Hachi'nin Raidā tai Gingaō?)

### TV special
- 1979: Immortal Kamen Rider Special (不滅の仮面ライダースペシャル Fumetsu no Kamen Raidā Supesharu?)

## Diễn viên
- Hiroaki Murakami (村上弘明 Murakami Hiroaki?): Hiroshi Tsukuba
- Takashi Tabata (田畑孝 Tabata Takashi?): Keitaro Shido
- Nobuo Tsukamoto (塚本信夫 Tsukamoto Nobuo?): Genjiro Tani
- Kimiko Tanaka (田中功子 Tanaka Kimiko?): Midori Kano
- Shinzo Hotta (堀田真三 Hotta Shinzō?): General Monster
- Yosuke Naka (中庸助 Naka Yōsuke?): Admiral Majin
- Kaori Tatsumi (巽かおり Tatsumi Kaori?): Yumi Nozaki
- Naoko Fushimi (伏見尚子 Fushimi Naoko?): Michi Sugimura
- Ryumei Azuma (東隆明 Azuma Ryūmei?): Imata Tonda
- Jin Takase (高瀬仁 Takase Jin?): Numa
- Sayako Eguchi (江口燁子 Eguchi Sayako?): Aki Ozawa
- Mie Suzuki (鈴木美江 Suzuki Mie?): Naoko Ito
- Koji Shiratori (白鳥恒視 Shiratori Kōji?): Shigeru Kano
- Tomaru Katsura (桂都丸 Katsura Tomaru?): Kanji Yada
- Kazuo Kato (加藤和夫 Katō Kazuo?): Yotaro Tsukuba
- Keiko Orihara / Yoshiko Mikami (折原啓子/三上芳子 Orihara Keiko / Mikami Yoshiko?): Hisako Tsukuba
- Ritsuo Sawa (沢りつお Sawa Ritsuo?): Dororingo (giọng nói)
- Goro Naya (納谷悟朗 Naya Gorō?): Great Leader of Neo-Shocker (giọng nói)
- Seiichi Noseyama / Tetsuya Kaji (能勢山誠一/梶哲也 Noseyama Seiichi / Kaji Tetsuya?): GingaOh (giọng nói)
- Yoshitaka Sato/Shinji Nakae (佐藤良孝/中江真司 Satō Yoshitaka/Nakae Shinji?) - Người dẫn chuyện.

## Nhạc phim
Opening themes
- "Moero! Kamen Rider" (燃えろ! 仮面ライダー Moero! Kamen Raidā?, "Burn! Kamen Rider")
  - Lyrics: Shotaro Ishinomori
  - Composition & Arrangement: Shunsuke Kikuchi
  - Artist: Ichirou Mizuki and Kōrogi '73
  - Episodes: 1-28
- "Otoko no Na wa Kamen Rider" (男の名は仮面ライダー Otoko no Na wa Kamen Raidā?, "That Man's Name is Kamen Rider")
  - Lyrics: Shotaro Ishinomori
  - Composition & Arrangement: Shunsuke Kikuchi
  - Artist: Ichirou Mizuki
  - Episodes: 29-54

Ending themes
- "Haruka naru Ai ni Kakete" (はるかなる愛にかけて? "Long Distance Love")
  - Lyrics: Saburō Yatsude
  - Composition & Arrangement: Shunsuke Kikuchi
  - Artist: Ichirou Mizuki and Kōrogi '73
  - Episodes: 1-28
- "Kagayake! Hachinin Rider" (輝け! 8人ライダー Kagayake! Hachinin Raidā?, "Shine! Eight Riders")
  - Lyrics: Saburō Yatsude
  - Composition & Arrangement: Shunsuke Kikuchi
  - Artist: Ichirou Mizuki and The Chirps
  - Episodes: 29-54

## Other Media

### Manga
1. Storyboard Manga Kamen Rider (絵コンテ漫画仮面ライダー E Konte Manga Kamen Raidā?)
2. Kamen Rider (TV Magazine Skyrider manga) (仮面ライダー Kamen Raidā?)
3. Kamen Rider (Adventure King Skyrider manga) (仮面ライダー Kamen Raidā?)
4. Kamen Rider (TV Land Skyrider manga) (仮面ライダー Kamen Raidā?)
5. Kamen Rider (1980 Skyrider manga) (仮面ライダー Kamen Raidā?)

## Other Songs
- Are Wa Kamen Rider
- Ima Tatakai No Hi Ga Noboru
- Henshin! Kamen Rider
- Chiheisen Kara Yatte Kita Otoko
- Oh Oh Kamen Rider
- 8 Rider Men Medley